# Martin Schaefer
Martin Michael Schaefer (18 de outubro de 1989) é um jogador de rugby sevens e union brasileiro.

## Carreira
Schaefer integrou o elenco da Seleção Brasileira de Rúgbi de sete que ficou em 12.° lugar na Rio 2016.